# Оньон (приток Соны)
Оньо́н (фр. Ognon) — река на северо-востоке Франции. Протекает по департаментам Кот-д’Ор, Ду, Юра и Верхняя Сона региона Бургундия — Франш-Конте. Левый приток Соны. Длина реки 215 км.
Берёт начало на южных склонах массива Вогезы.